# Hylaeus dominae
Hylaeus dominae är en biart som beskrevs av Cockerell 1936. Hylaeus dominae ingår i släktet citronbin, och familjen korttungebin. Inga underarter finns listade i Catalogue of Life.